# Dio li fa e poi li accoppa (spettacolo)
Dio li fa e poi li accoppa è uno spettacolo teatrale umoristico di Giobbe Covatta, tratto dal libro omonimo dello stesso autore.
Si tratta di una parodia della Creazione e del Diluvio universale della Bibbia.

## Trama
In un'afosa notte estiva, Rosario, un povero nullafacente napoletano, riceve la visita di Dio, che gli comunica la sua decisione di fare un nuovo diluvio universale per punire la razza umana della sua disobbedienza e gli ordina di costruire una nuova arca, per mettere in salvo due animali di ogni specie, oltre a lui stesso. Nella settimana di tempo che gli viene concessa per mettere in atto questo progetto, Rosario cerca di convincere il Signore della bontà della razza umana e gli spiega tutto ciò che non conosce o non capisce, come la televisione, il calcio e la sessualità.
Alla fine dei sette giorni, tra Rosario e Dio si è ormai instaurata una forte amicizia, per cui il Signore vorrebbe ritornare sui Suoi passi ed annullare il diluvio. Ma le spiegazioni di Rosario hanno sortito l'effetto opposto, per cui è questi che ormai si è convinto dell'inutilità della razza umana, e chiede dunque al Signore di affrettare il diluvio e di ricominciare da capo a creare la razza umana, avvalendosi di alcune considerazioni proprio dello stesso Rosario. Il Signore lo accontenta, lo salva e la pioggia comincia a cadere.

## Seguito
Nel 2001 si è avuto un seguito dell'opera, dal titolo Dio li fa... terzo millennio, in cui si rivisita, a mo' di processo sommario, il Giudizio Universale, per giudicare l'umanità caduta nei sette vizi capitali istituiti da Dio.